# Estádio de São Miguel
Das Estádio de São Miguel ist ein Fußballstadion in der portugiesischen Stadt Ponta Delgada auf São Miguel, der größten Insel der Azoren. Der Fußballverein CD Santa Clara trägt hier seit der Eröffnung 1930 seine Heimspiele aus. Es bietet 12.500 Plätze. Das Stadion besaß früher eine Leichtathletikanlage, heute ist der ovale Innenraum eine komplette Rasenfläche. Das weite Rund verfügt nur auf der Haupttribüne über ein kleines Dach und wird durch die auf vier Masten verteilte Flutlichtanlage beleuchtet. 2004 wurde das Gelände renoviert.